# Литъл Джо 6

## Цели
Мисията Литъл Джо 6 (LJ-6) (на английски: Little Joe 6) е изпитателен полет на ракетата Литъл Джо I за проверка на системата за аварийно спасяване (САС) в рамките на програма „Мъркюри“.

## Полетът
След неуспеха на предишната мисия продължават изпитанията на ракетата-носител. На 4 октомври 1959 г. е проведен вторият и старт по суборбитална балистична траектория. Този път полетът протича съгласно плановете. Полезния товар представлява макет на капсулата на кораба „Мъркюри“ без апаратура на борда и е с маса 1134 кг. „Литъл Джо 6“ се издига на височина около 60 км и преминава разстояние около 127 км. Полетът продължава 5 минути и 10 секунди. Достигната е максимална скорост 4949 км/час (1375 м/с), а ускорението е 58 м/с2 (G = 5,9).